# Râul Ferigele
Râul Ferigele este un curs de apă, afluent al râului Valea Satului. 

## Hărți
- Harta Munții Lotrului  Arhivat în 6 mai 2008, la Wayback Machine.